# Radhošť (národní přírodní rezervace)
Národní přírodní rezervace Radhošť byla zřízena kvůli ochraně zachovalých lesních komplexů, charakteristických pro Západní Karpaty, vystavené extrémním vlivům (vítr, sníh a námraza), s ohroženými druhy živočichů a rostlin. Ministerstvo kultury ČSR vyhlásilo danou oblast rezervací již v roce 1955 a přehlášena byla v roce 1989, kdy došlo k významnému rozšíření až na současných 144,36 ha. Nachází se převážně v severních příkrých svazích hory Radhošť a Velké Polany v Moravskoslezských Beskydech v CHKO Beskydy.
V minulosti došlo v této oblasti k intenzivní těžbě a pastvě a následné výsadbě nevhodných sazenic smrku ztepilého, což vyústilo ke změně bukojedlových porostů v sekundární papratkové smrčiny ve vrcholových partiích. Větší část rezervace je ovšem tvořena acidofilní bučinou a jedlinou doplněná květnatou bučinou s charakteristickými rostlinami jako: kyčelnice devítilistá, pryšec mandloňový a třtina rákosovitá. Důležitou součástí rezervace jsou vysokobylinné nivy, lesní prameniště a suťové lesy s mléčivcem horským a omějem tuhým moravským. Pravidelně zde hnízdí strakapoud bělohřbetý a velice vzácný lejsek malý. V rezervaci se pravidelně zdržuje rys ostrovid a nepravidelně vlk obecný a medvěd hnědý. Rezervace je také významnou arachnologickou oblastí s chladnomilnými druhy. Území je poměrně dobře přístupné modrou a červenou turistickou trasou, přičemž velké množství turistů, jež tuto cestu navštěvuje, působí ve vrcholových partiích negativně.
Rezervace je spravována Agenturou ochrany přírody a krajiny regionálním pracovištěm správy Chráněné krajinné oblasti Beskydy a současně se nachází v EVL Beskydy a PO Beskydy.

## Lokalita
Území národní přírodní rezervace se rozprostírá v prudkých severních svazích hory Radhošť v nadmořské výšce 660–1120 metrů, přičemž její území zasahuje i na severní úbočí vrcholu Velká Polana. Hranice rezervace z jižní strany probíhá v těsné blízkosti modré a červené turistické stezky o celkové délce asi 2,8 km a sousedí s horskými pasekami, které zde vznikly díky pastvě ovcí v minulosti. Na vrcholu samotné hory Radhošť se také nachází Kaple sv. Cyrila a Metoděje a televizní vysílač, které s rezervací taktéž sousedí. Východní hranice částečně prochází zelenou turistickou stezkou. Severní hranice v mnohých případech kopíruje vrstevnice, přičemž v severovýchodní části probíhá Radhoštnicí a končí kaskádami tohoto potoka.
Celková výměra národní přírodní rezervace činí 144,36 ha a nachází se na katastrálním území obce Trojanovice v okresu Nový Jičín. Prakticky celá rezervace je lesnatá a na jejím území se rozprostírají dvě stavby: lyžařská chata u sjezdovky v jihozápadní části a lovecká chata, která je ovšem využívána pouze sporadicky. Většina rezervace, kromě již zmíněných horských pastvin a kaple s vysílačem přechází ve smíšené či jehličnaté hospodářské lesy.

## Historie
Historie rezervace souvisí především s lesnickou a pasteveckou činností, které významně ovlivnily aktuální stav daného území. Zdejší lesy byly v minulosti součástí 3 celků: hukvaldského, novojičínského a starojičínského. Jelikož zdejší svahy byly značně nepřístupné, těžba zde prakticky neprobíhala až do konce 18. století. Jiná situace byla v lesních porostech v nižších a přístupnějších polohách, kde probíhala těžba již v 15. století. spojená s rozmachem hutnictví a sklářství. I po zániku těchto odvětví na počátku 17. století. docházelo stále k významné těžbě pro obecní panství a vrchnostenské podniky. Velice intenzivní těžba se prováděla do konce 80. let 18. století, kdy bylo dřevo zpracováváno v milířích. V tomto období docházelo také k intenzivní pastvě ovcí a koz na lesních mýtinách a i v samotných lesích. Taktéž docházelo k hrabání steliva a získávání krmiva pro zvířata. Na konci 18. století. došlo k prvním lesním managementům (toulavé hospodářství). Ve 40. letech 19. století se lesní hospodářství zintenzivnělo a přešlo se na lesní plány. Zprvu docházelo k zakládání smrkových porostů ze semen nasbíraných v Beskydech, ale již koncem 19. století se přešlo na semena z Nízkého Jeseníku a ještě později na semena z alpských zemí. Taktéž listnaté dřeviny se dosazovaly ze semenáčků z alpských zemí, ale jejich rozsah nebyl zdaleka tak velký jako u smrkových porostů. Z výše popsaného tedy vyplývá, že smrky staré 94–118 let jsou pro danou lokalitu nevhodné, naopak smrky starší 129 let lze zařadit jako vhodné. Ale i tak zdejší porosty vznikly nejspíše činností člověka, a to i ve vrcholové partii, kde dominují sekundární papratkové smrčiny, což dokládají lesní typologické mapy z roku 1797 a 1812, kdy se zde vyskytoval pouze buk s jedlí.

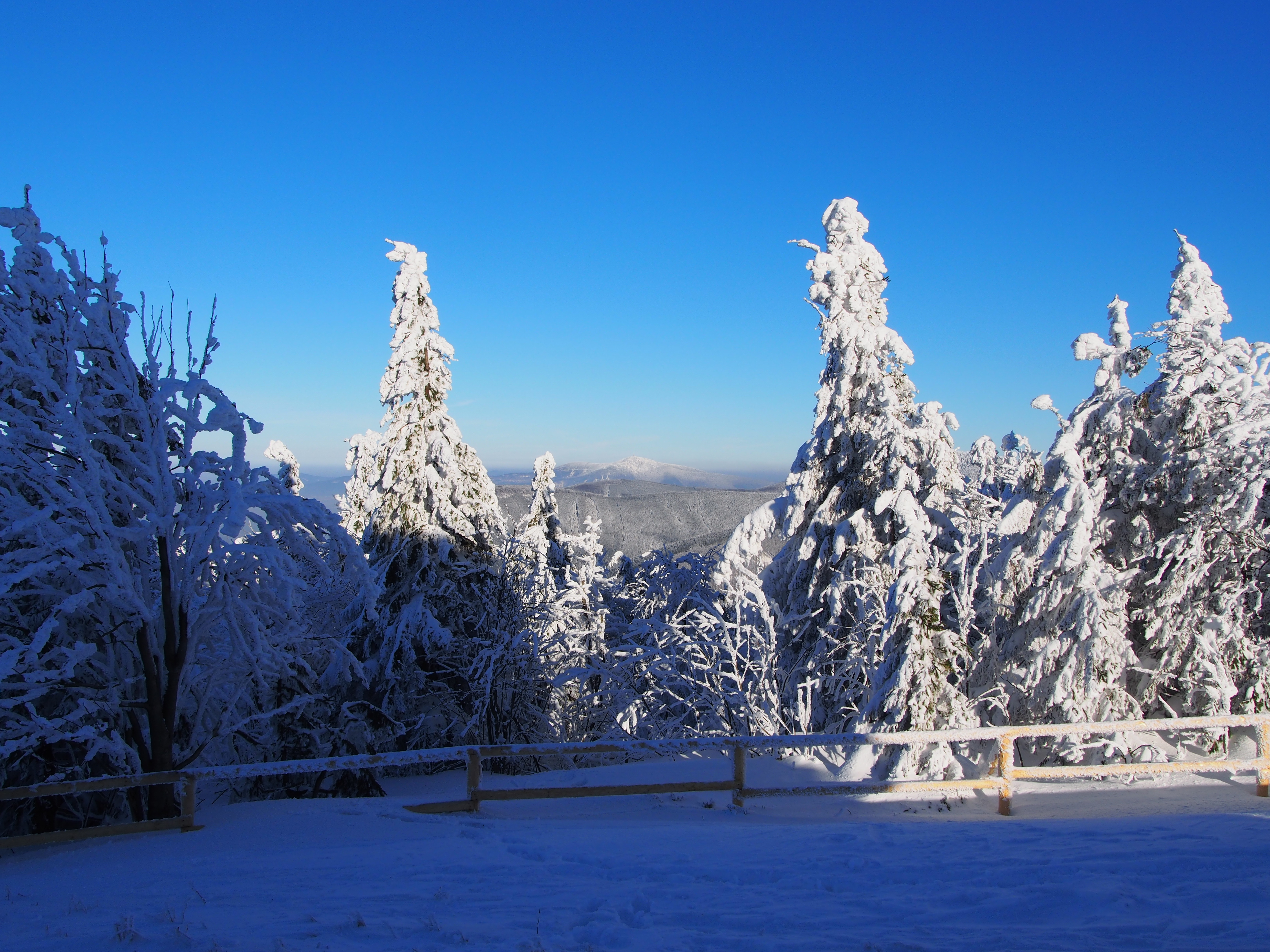
Vliv sněhu a námrazy na lesní porost těsně pod vrcholem hory Radhošť

Zdejší porosty byly v minulosti poškozeny větrem a sněhem a to opakovaně, přičemž nejvýznamnější škody byly zaznamenány v roce 1916. V roce 1965 došlo k dosadbě dřevin do podrostu a v 70. a 80. letech 20. století k exhalačním a kůrovcovým těžbám především ve vrcholových partiích a také k dosadbě borovice kleče (Pinus mugo) a smrku pichlavého (Picea pungens). V roce 1996 došlo k poslední nahodilé těžbě a od té doby se v rezervaci tento zásah neprováděl.

## Přírodní poměry

### Klima
Území náleží do mírně chladného okrsku s průměrnou teplotou +4 °C a ročním úhrnem srážek 946 mm. Významné jsou zde srážky sněhové, přičemž počet dní se sněhovou pokrývkou činí 120–140 dní a její průměrná mocnost dosahuje 120–150 cm (sníh se zde objevuje od konce října a mizí začátkem května). Větry zde vanou od severozápadu a severu, především ve vrcholových partiích významně ovlivňují zdejší porost.

### Geologie a pedologie
Hřebeny Radhoště, na kterých se rezervace nachází, jsou tvořeny flyšovými sedimenty náležících do slezské jednotky godulského vývoje. Tyto godulské vrstvy se nachází ve velmi mocném vývoji, přičemž většinu území pokrývají vrstvy pískovce a slepence popřípadě pískovce a jílovce. Strže vytvořené fluviální činností jsou překryty bloky a balvanitými sutěmi, které přecházejí až v kamenné proudy. Celá oblast je také charakteristická balvanitým suťovým pláštěm s jen omezeným množstvím zvětralin. Většina půd je zde proto jen málo vyvinutá s vysokým obsahem skeletu. Ve spodních partiích dominují mesobazické kambizemě přecházející v horních partiích v modální kryptopodzol. Celá oblast je zasažena hlubinným ploužením, které vyústilo ve vznik pseudokrasového jeskynního systému, který ovlivňuje jednak hydrologické poměry (vydatné prameny na úpatí hřebene) a také geomorfologické poměry (zborcené svahy a „závrty“).

### Hydrologie
Území je odvodňováno již zmíněným tokem Radhoštnice, která se vlévá do řeky Lubiny. Mezi další vodní toky zasahující na lokalitu lze zmínit Velký škaredý potok a částečně i Malý škaredý potok, který ovšem tvoří hranici na severozápadní straně. Všechny toky náleží do povodí řeky Odry a vodohospodářsky se nejedná o významné toky.  Jelikož se celé území nachází v prudkých svazích, toky zde pramení a vytvářejí hluboké rokle (fluviální činnost zde dominuje a podstatnou měrou formuje geomorfologii).

### Flóra

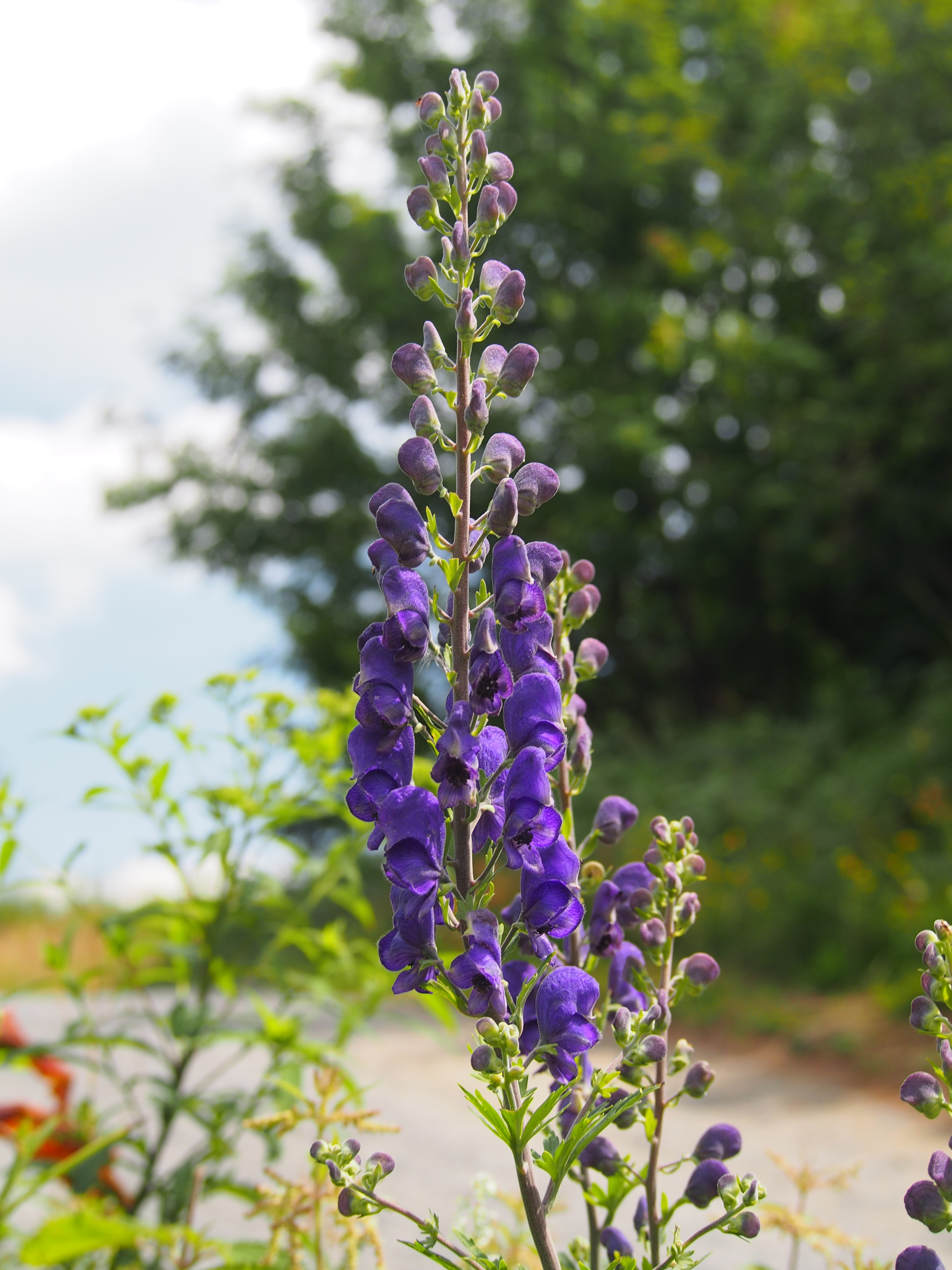
Oměj tuhý moravský (Aconitum firmum subsp. moravicum)

Území rezervace z hlediska fytogeografického členění ČR náleží do obvodu Karpatského oreofytika, okresu Moravskoslezské Beskydy a podokresu Radhošťské Beskydy. Podle biogeografického členění lze rezervaci zařadit do Beskydského bioregionu. Podle mapy potenciální vegetace by se zde měly vyskytovat v dominantní míře bučiny s kyčelnicí devítilistou (Dentario enneaphylli-Fagetum) a ve vrcholových partiích smrkové bučiny (Calamagrostio villosae–Fagetum).
Jelikož se v rezervaci nachází rozličná stanoviště, je také zastoupení vegetačních jednotek bohaté: nejvíce zastoupená je acidofilní bučina a jedlina (Luzulo-Fagion), v nejnižších polohách dominuje květnatá bučina (Fagion), ve vrcholových partiích rezervace poté sekundární horské papratkové smrčiny (Athyrio alpestris-Piceion). Nejvzácnější místa se nacházejí ve strmých stržích se suťovými poli charakteristické suťovými lesy svazu (Tilio-Acerion). Neméně významná jsou i lesní prameniště a vysokobylinné nivy.
Jádrové území tvoří víceetážové bukové porosty, které jsou z celé rezervace nejstarší a také nejcennější. Dominantní dřevinou je buk lesní (Fagus sylvatica) s příměsí javoru klenu (Acer pseudoplatanus) a smrkem ztepilým (Picea abies), ojedinělý je výskyt jedle bělokoré (Abies alba). V suťových lesích se sporadicky vyskytuje jilm drsný (Ulmus glabra) a ve stejnověkých bučinách je roztroušeně zastoupen i jasan ztepilý (Fraxinus excelsior). Nejvyšší partie tvoří značně rozvolněné starší a mladší smrčiny s dominantním smrkem ztepilým (Picea abies) a jeřábem ptačím (Sorbus aria), ovšem v současné době jsou tyto porosty značně oslabené (vlivem extrémních podmínek).
Z keřového patra lze zmínit vzácný výskyt lýkovce jedovatého (Daphne mezereum), a poté keře vázané na suťová stanoviště jako je srstka angrešt (Ribes uva-crispa), zimolez černý (Lonicera nigra), rybíz alpínský (Ribes alpinum) a v neposlední řadě růže převislá (Rosa pendulina).

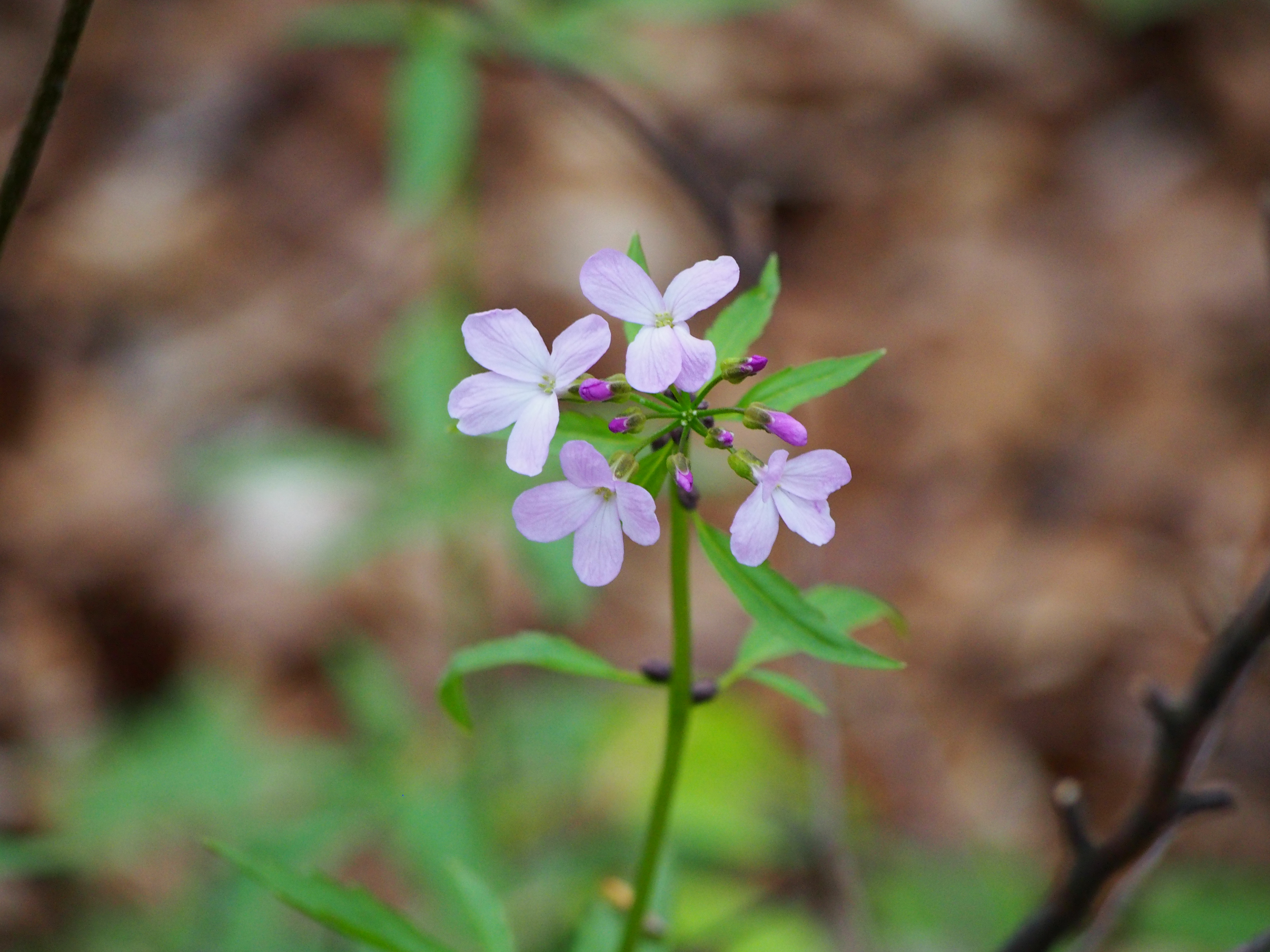
Kyčelnice cibulkonosná (Dentaria bulbifera)

Bylinné patro je reprezentováno v obou typech bučin kyčelnicí devítilistou (Dentaria enneaphyllos), kyčelnicí cibulkonosnou (Dentaria bulbifera), ječmenkou evropskou (Hordelymus europaeus), violkou lesní (Viola reichenbachiana), dymnivkou plnou (Corydalis solida), pryšcem mandloňovitým (Euphorbia amygdaloides), šalvějí lepkavou (Salvia glutinosa). Nejběžnějším druhem je poté třtina rákosovitá (Calamagrostis arundinacea) a kapraď rozložená (Dryopteris dilatata). Typické byliny pro vrcholové smrčiny představují především ptačinec hajní (Stellaria nemorum), bika lesní (Luzula sylvatica) a sedmikvítek evropský (Trientalis europaea). Jako zajímavost lze zmínit, že se dlouhodobě nepodařilo nalézt diagnostický druh podbělici alpskou (Homogyne alpina). Botanicky velice cennými lokalitami jsou suťové lesy, vysokobylinné nivy a lesní prameniště s typickými zástupci: řeřišnicí křivolakou (Cardamine flexuosa), mléčivcem horským (Cicerbita alpina), kamzičníkem rakouským (Doronicum austriacum), pérnatcem horským (Lastrea limbosperma), šťovíkem árónolistým (Rumex arifolius), žluťuchu orlíčkolistou (Thalictrum aquilegiifolium), kýchavicí bílou Lobelovu (Veratrum album subsp. lobelianum). Botanickou perličkou je poté oměj tuhý moravský (Aconitum firmum subsp. moravicum), který je endemitem západních Karpat a díky své vzácnosti je řazen mezi evropsky ohrožené druhy.

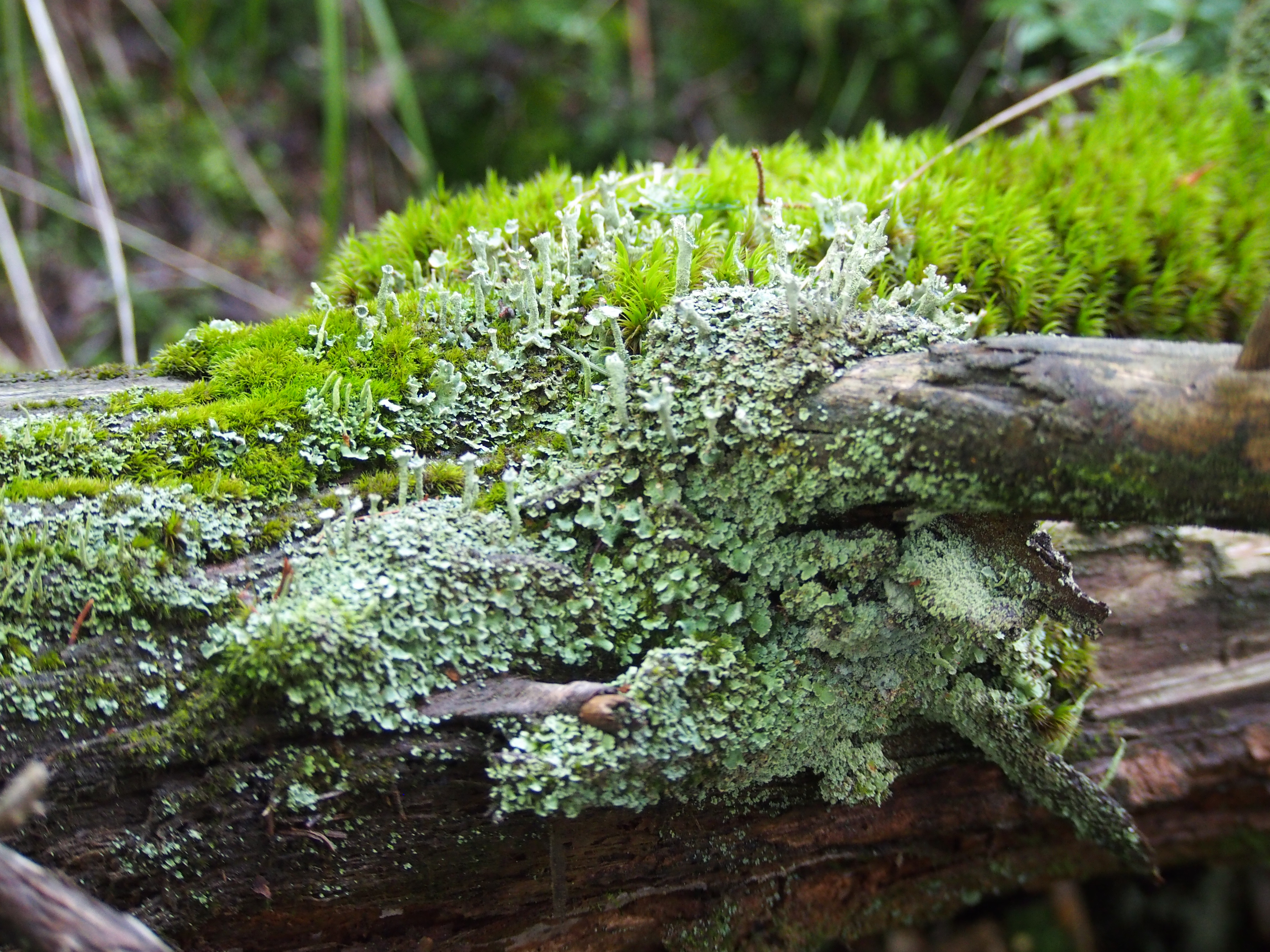
Společenství mechu a lišejníku na mrtvém dřevě

#### Bryoflóra
NPR Radhošť je extrémně bohatá na bryoflóru, což dokazuje celkově nalezených 26 játrovek a 69 mechů, některé druhy byly v Beskydech nalezeny pouze zde. Nejcennější lokalitou v rámci rezervace je údolí potoka Radhoštnice, kde se nachází dostatek mikrostanovišť. Z nejcennějších druhů, které se zde vyskytují lze zmínit křivoštět skalní (Campylostelium saxicola), stěkovec prstnatý (Riccardia palmata), kýlnatku ostnitou (Scapania mucronata) a vlasoústku tenkozobou (Oxystegus tenuirostris).

### Fauna
Vyskytující se druhy jsou typické pro Karpaty a pro řadu z nich, především pro ptáky, funguje tato lokalita v rámci CHKO Beskydy jako stabilizační prvek beskydských populací. Z druhů, jež se na území vyskytují pouze přechodně, lze zmínit především vlka obecného (Canis lupus) a medvěda hnědého (Ursus arctos). Naopak rezervace je součástí stálého teritoria rysa ostrovida (Lynx lynx). Z dalších savců se na území rezervace vyskytuje plch velký (Glis glis), plch lesní (Dryomys nitedula), plšík lískový (Muscardinus avellanarius), rejsek horský (Sorex alpinus) a myšivka horská (Sicista betulina). Z řad obojživelníků se zde lze setkat s ropuchou obecnou (Bufo bufo), kuňkou žlutobřichou (Bombina variegata), čolkem horským (Triturus alpestris) a mlokem skvrnitým (Salamandra salamandra). Z plazů ojediněle zmije obecná (Vipera berus) na vlhčích místech se poté zdržuje ještěrka živorodá (Lacerta vivipara).

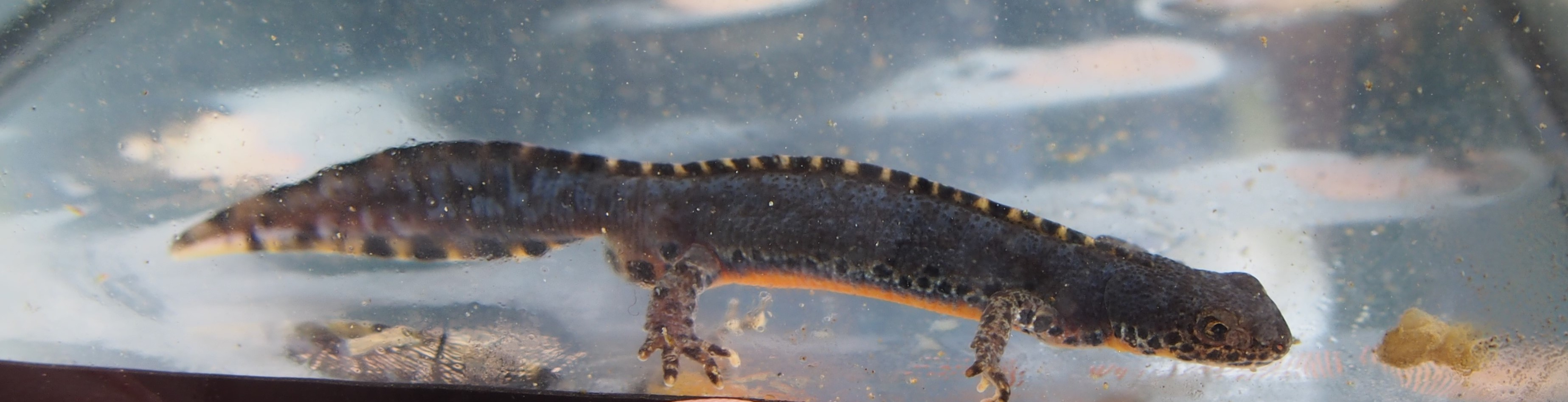
Čolek horský (Ichthyosaura alpestris)

Oblast je druhově velice bohatá na ptáky, především na druhy vázané na staré pralesovité porosty s dostatkem doupných stromů. Z nejvýznamnějších zástupců lze zmínit strakapouda bělohřbetého (Dendrocopos leucotos), holuba doupňáka (Columba oenas), datla černého (Dryocopus martius) a lejska bělokrkého (Ficedula albicolis), kteří zde také pravidelně hnízdí. Na vrcholové smrčiny jsou vázáni především králíček obecný (Regulus regulus), králíček ohnivý (Regulus ignicapilus), ořešník kropenatý (Nucifraga caryocatactes), křivka obecná (Loxia curvirostra), jeřábek lesní (Bonasa bonasia) a nepravidelně zde hnízdí 5 až 10 párů kosa horského (Turdus torquatus). Raritou je poté hnízdění jednoho páru lejska malého (Ficedula parva) a čápa černého (Ciconia nigra). V rezervaci se také zdržuje kriticky ohrožený puštík bělavý (Strix uralensis), ovšem bez prokázaného hnízdění.

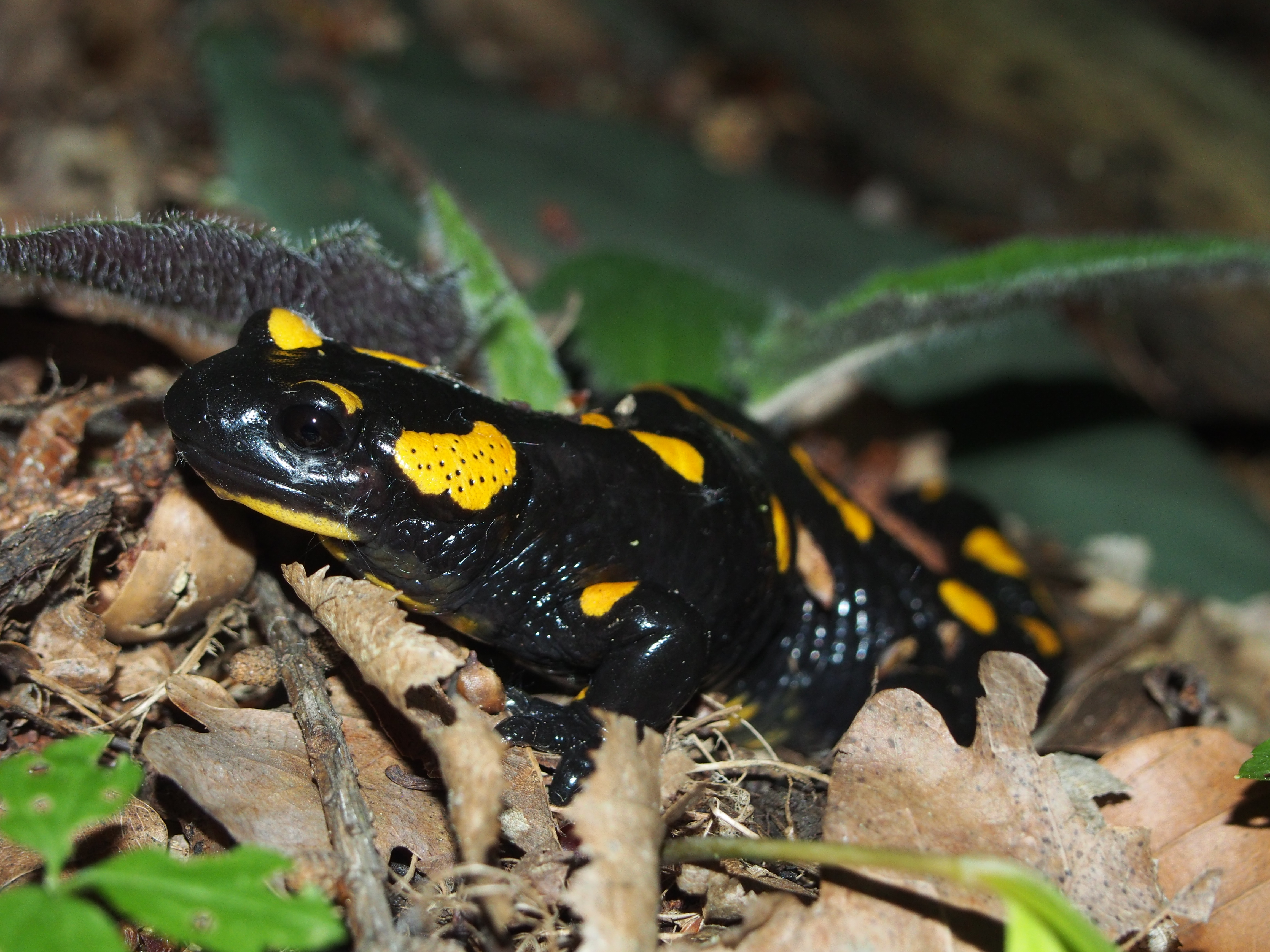
Mlok skvrnitý (Salamandra salamadra)

Pestrá mozaika stanovišť podmiňuje i velice početný výskyt arachnofauny, což dokazuje zjištěných 55 druhů z 16 čeledí. Nejvýznamnější druhy patří mezi chladnomilné vyskytující se v klimaxových smrčinách, díky nimž je NPR Radhošť řazena mezi arachnologicky významné oblasti pro západní Beskydy. Z druhů, jenž se váží převážně na vlhčí horské lesy, popřípadě na suťová pole, lze zmínit papříčnatku lesní (Cryphoeca silvicola),  plachetnatku montánní (Centromerus pabulator) a stínomila lesního (Cybaeus angustiarum), přičemž tyto druhy se řadí i mezi druhy republikového významu.
Z dalších bezobratlých, které lze v rezervaci nalézt, lze zmínit plže vrásenku pomezní (Discus ruderatus), slimáčníka horského (Semilimax kotulae) či pro beskydské lesy tolik typickou modranku karpatskou (Bielzia coerulans). Na toky jsou potom vázané vzácné pošvatky Leuctra armata či Diura bicaudata.

## Ochrana
Území bylo alespoň z části formálně chráněno již od roku 1955 a to na dvou oddělených plochách, které byly sceleny a rozšířeny až po roce 1989. Jeden z důvodů k systematické ochraně byl mimo jiné cílený výzkum vlivu exhalací na zdejší porosty, který byl ukončen v 90. letech 20. stol. NPR Radhošť je součástí CHKO Beskydy a díky výskytu evropsky významných druhů a přírodních stanovišť je součástí EVL Beskydy a v souvislosti s výskytem a hnízdění vzácných druhů ptáků je také součástí PO Beskydy.

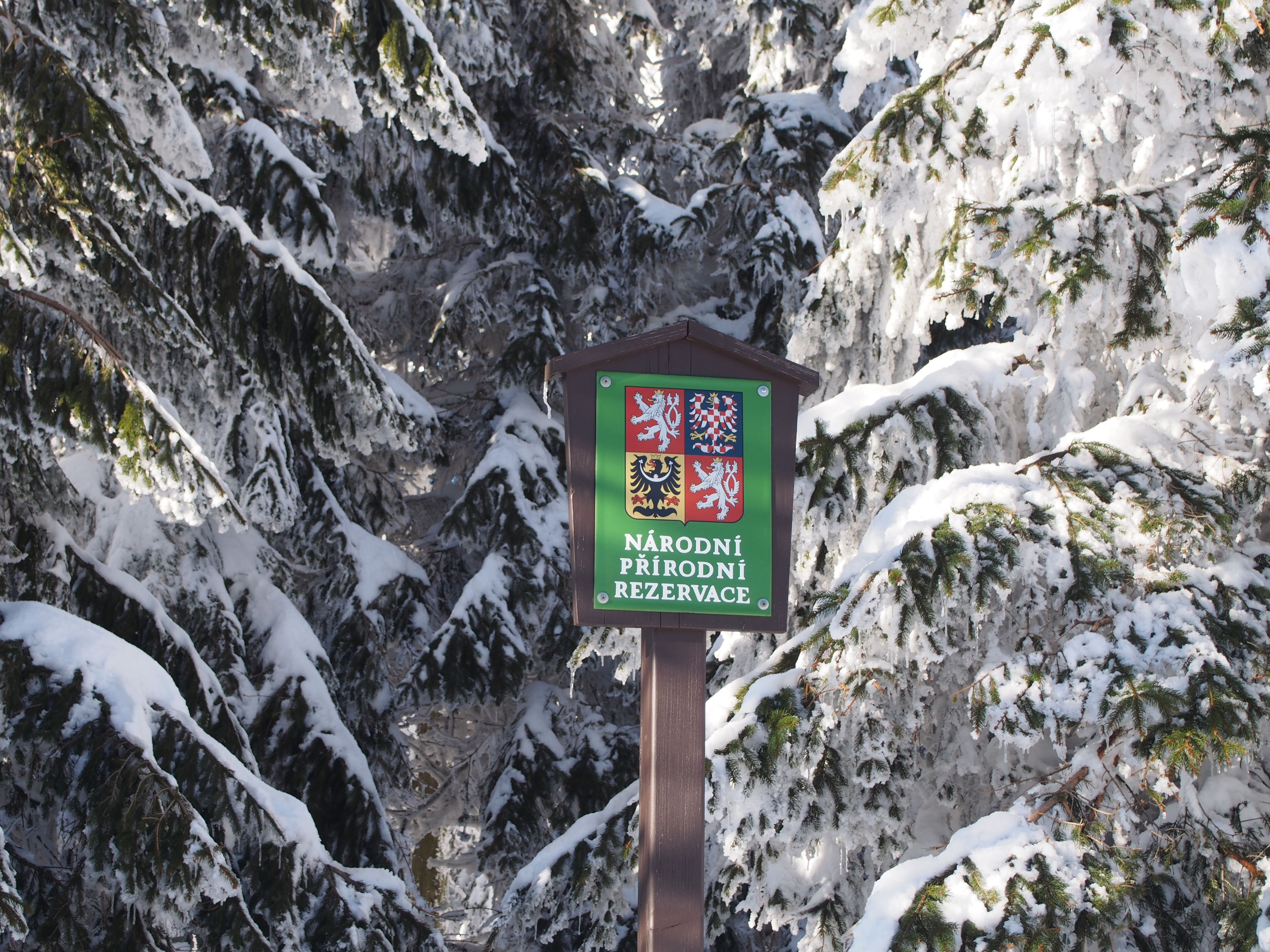
Cedule při vstupu do NPR Radhošť

Hlavní cíle ochrany jsou vymezeny v plánu péče a mají za cíl především zvyšovat druhovou bohatost přírodě blízkých lesů (dosadba vhodných stromů),  lesy nepůvodní postupně převést na lesy druhově a prostorově diferencované, velká pozornost je poté věnována zachování dostatku doupných stromů a mrtvého dřeva v různém stádiu rozkladu. V neposlední řadě je snaha usměrňovat lidskou činnost, tak aby v přirozených partiích byl zajištěn samovolný vývoj a zároveň aby se eliminoval negativní dopad zvěře na biocenóz. 
Velkým problémem rezervace je obrovské turistické vytížení hřebenové turistické trasy vedoucí z Pusteven na vrchol Radhoště a dále až do Rožnova pod Radhoštěm (jedna z nejvytíženějších turistických tras v CHKO Beskydy), přičemž k největší kumulaci lidí dochází na vrcholu hory Radhošť v prostoru před kaplí sv. Cyrila a Metoděje. V blízkém okolí celé trasy dochází k nelegálnímu vstupu turistů do samotné rezervace, kde se poté hromadí odpadky a dochází k poškození vegetačního krytu a rušení zvěře. V prostoru samotné rezervace se nachází i nelegální černá značka, která vede až na sedlo Pindulu. Možnou hrozbu představuje i plánovaná výstavba lanové dráhy z Dolní Bečvy, která by množství lidí v této oblasti ještě zvýšila. Potenciální ohrožení hydrologického režimu této oblasti skýtá možná hlubinná těžba černého uhlí ve Frenštátu pod Radhoštěm. Negativní dopad na rezervaci má také přítomnost lyžařské chaty, v jejímž okolí dochází ke kumulaci odpadků a nelegální těžbě topného dřeva.

## Turismus
Rezervace je přístupná z modré a červené turistické značky vedoucí z Pusteven až do Rožnova pod Radhoštěm (tyto značky ovšem nevedou přímo přes rezervaci, ale po jejím okraji). Jediná možnost legálního vstupu je zelená turistická značka vedoucí z Trojanovic-Ráztoky až na hřeben Radhoště, která vede rezervací přibližně 579 m a prochází především sekundárními horskými papratkovými smrčinami, které jsou typické pro vrcholové partie. Na samotném hřebeni, na modré turistické značce, se také nachází Naučná stezka Radegast, ve které se návštěvníci dozvědí i o NPR Radhošť.